# Sourds en politique
L'histoire des Sourds et de la politique se rapporte à l'émancipation des Sourds signants dans la vie politique. La présence de sourds signants à la politique est récente. On s’intéresse aux Sourds qui communiquent par langues des signes.

## Histoire

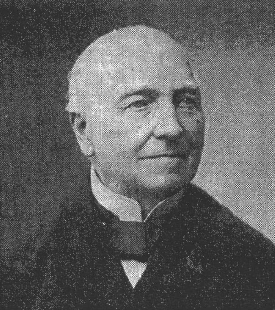
Ferdinand Berthier.

Ferdinand Berthier est le premier sourd candidat à une élection législative : celle de 1848. Il n'est toutefois pas élu.
De 1880 à 1970, le congrès de Milan provoque la chute de l'utilisation des langues des signes au monde qui limite l'enseignement aux sourds.[incompréhensible]
À partir des années 1960, les sourds commencent à se mobiliser pour la reconnaissance de la langue des signes et des droits des sourds, aidés par des personnes entendantes tels William Stokoe aux États-Unis et Bernard Mottez en France puis en Europe.
En 1990, un sourd est élu à l’élection parlementaire canadienne pour la première fois. Il s’agit du député Gary Malkowski. Wilma Newhoudt-Druchen a été la première députée sud-africaine sourde élue. En 2007, Helga Stevens est la première sourde à être sénatrice en Belgique. En 2009, Ádám Kósa est le premier député sourd au Parlement européen.

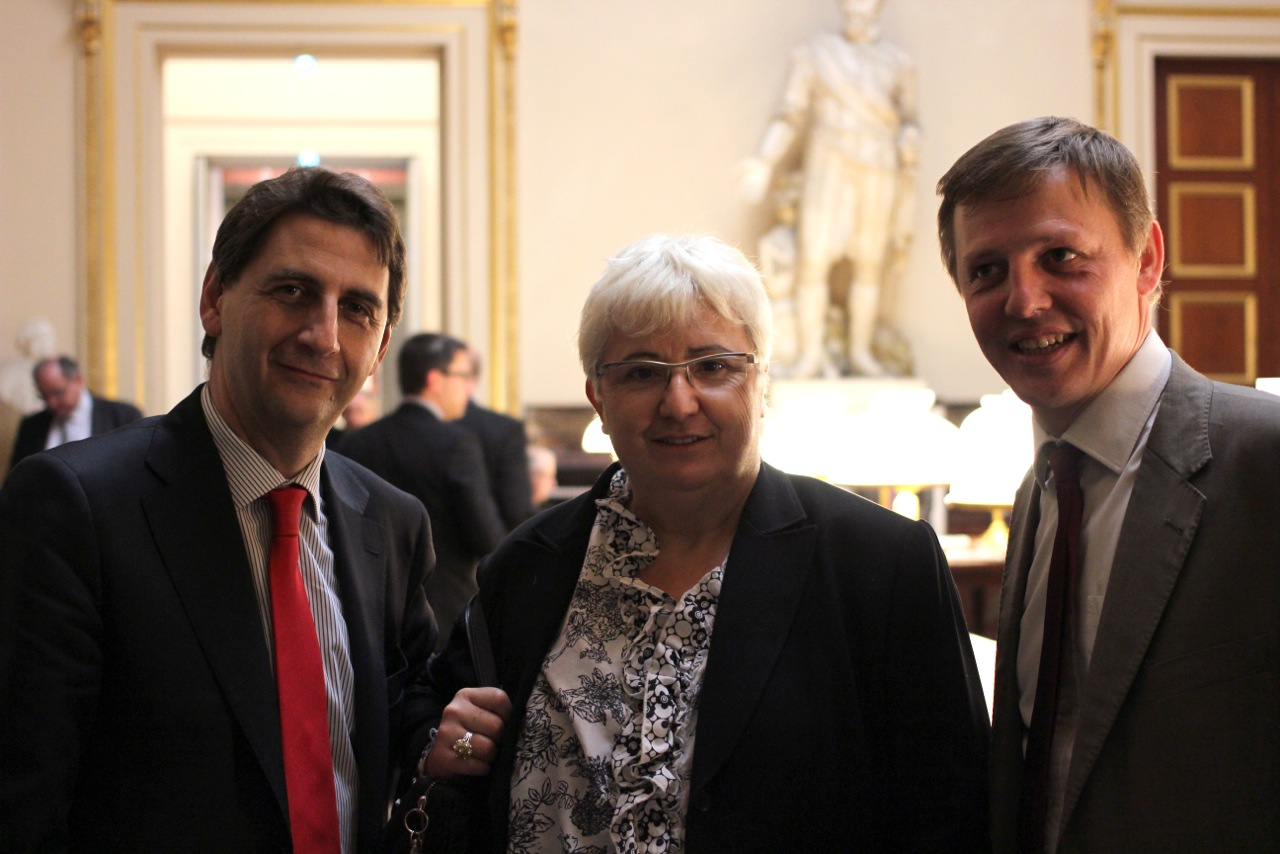
Raphaël Bouton, à droite.

En France, il n’y a jamais eu de député ou de sénateur sourd. Notons néanmoins que de 2012 à 2017, Raphaël Bouton est le suppléant de la députée Élisabeth Pochon.
De 1990 à 1994, le Britannique David Buxton est élu en tant que conseiller sourd dans l'arrondissement du Londres. Puis l'allemand Martin Vahemäe-Zierold (de) est le membre de conseil municipal du Berlin-Mitte entre 2011 et 2016,. 
Durant la mandature 2014-2020, le seul sourd maire est Thierry Klein pour la commune de Chambrey, où il est élu en 2016. En 2018, l’américaine Amanda Folendorf devient la première femme maire sourde des États-Unis. 
En Suisse, le 7 mars 2021, une sourde Manon Zecca, membre de la liste "Ensemble à Gauche Lausanne" (qui a obtenu 13 sièges sur 100) a été élue au conseil communal de la ville avec 4175 suffrages .

## Liste des politiciens sourds

### Députés européens
- Ádám Kósa, depuis 2009.
- Helga Stevens, entre le 1er juillet 2014 et 2019.

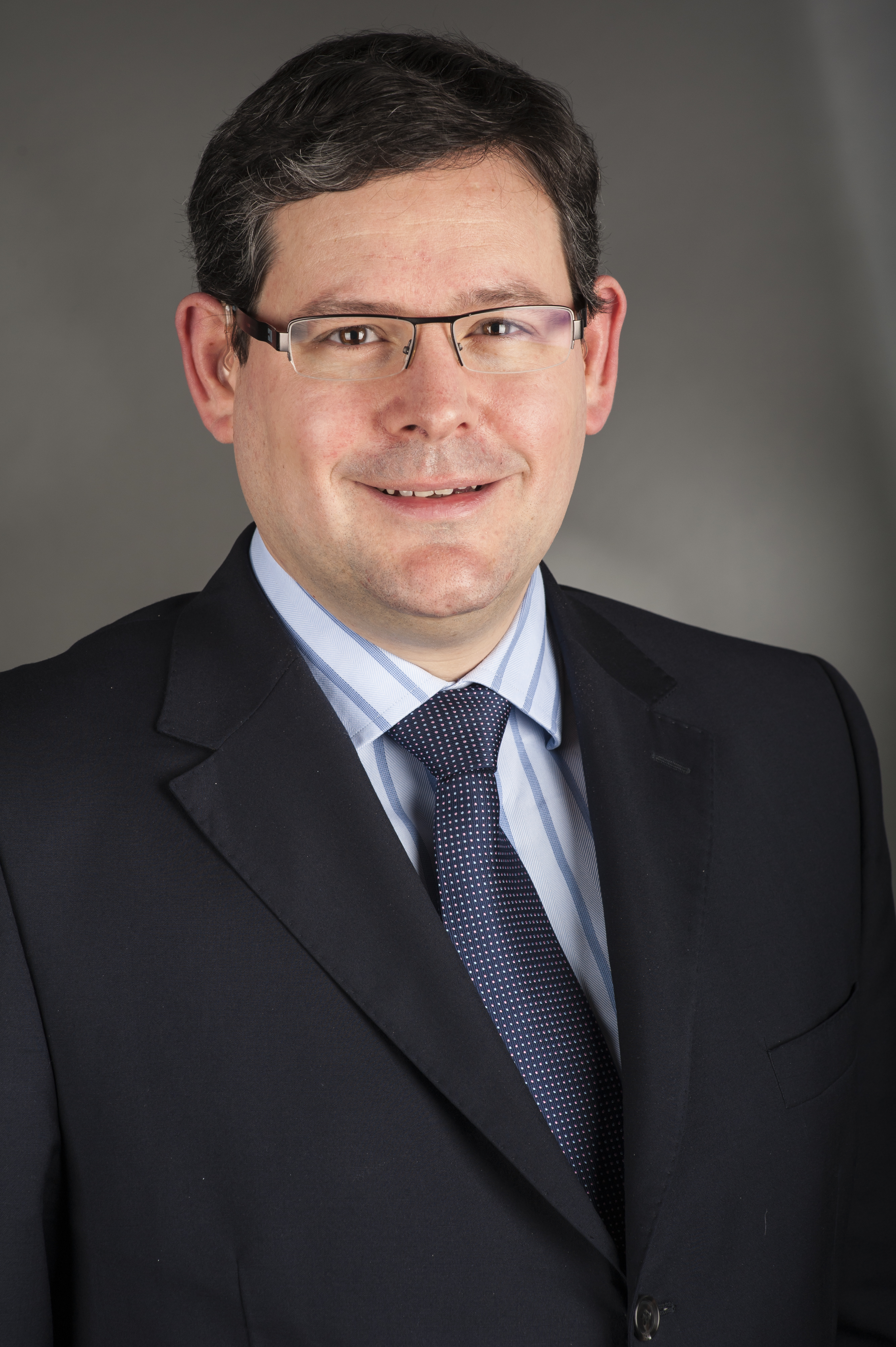
Ádám Kósa.

### Sénateurs

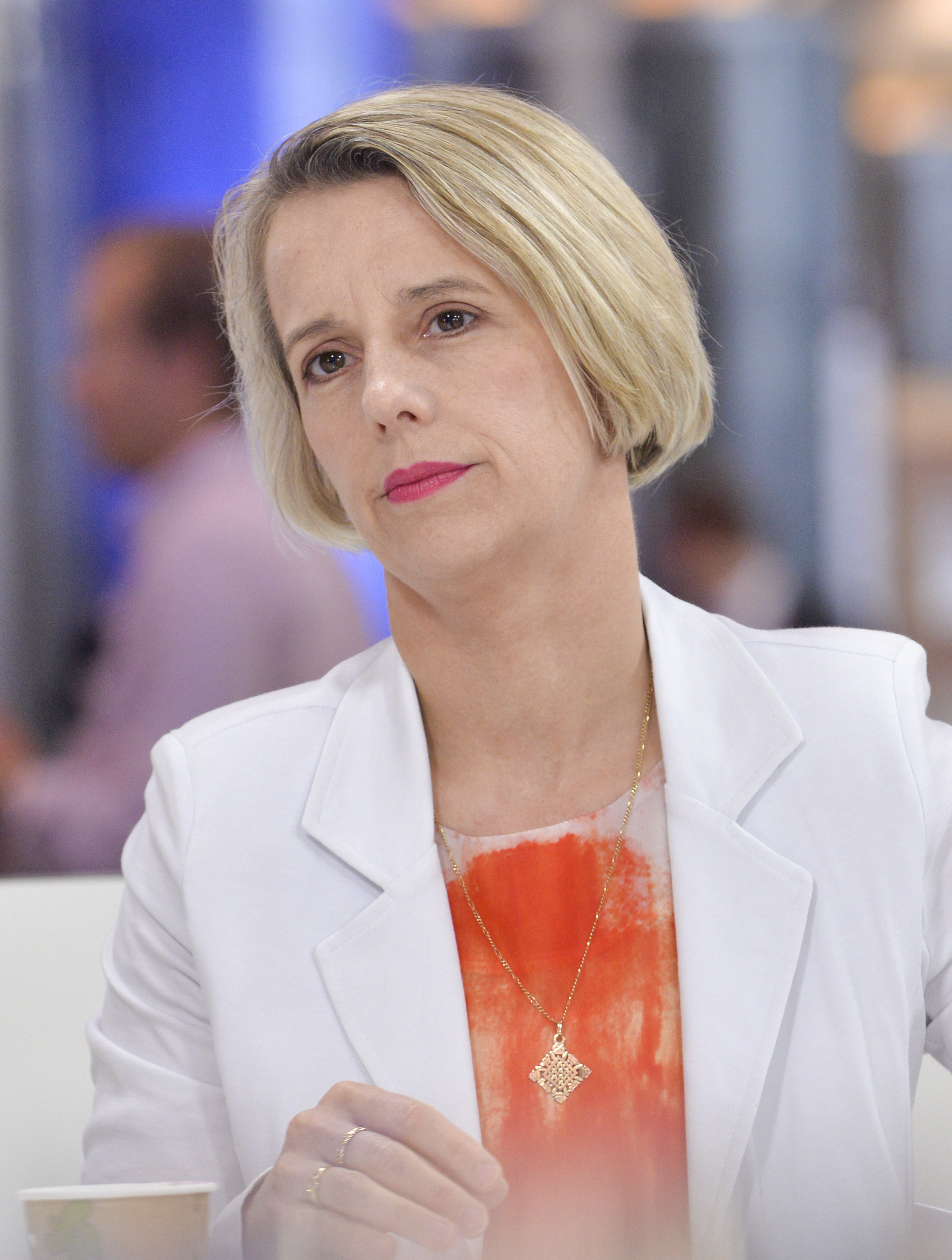
Helga Stevens.

- Helga Stevens, 4 juillet 2007 – 25 mai 2014
- Pilar Lima, depuis le 22 juillet 2015

### Députés
- Gary Malkowski, 1990 – 1995
- Stefano Bottini, le 11/12/1992  - 14/04/1994, remplaçant d'un député décédé.
- Alex Ndeezi, depuis juillet 1996
- Wilma Newhoudt-Druchen, 1999 - ?
- Sigurlín Margrét Sigurðardóttir, 1er octobre 2003 - décembre 2003, une députée remplaçante pour seulement trois mois.
- Helga Stevens, 13 juin 2004 – 25 mai 2014
- Dímitra Arápoglou, en septembre 2007 - octobre 2009
- Raghav Bir Joshi, 2008-2013.
- Helene Jarmer, depuis le 10 juillet 2009.
- Gergely Tapolczai, depuis le 25 avril 2010.
- Mojo Mathers, depuis le 26 novembre 2011[9].
- Camila Ramírez, depuis 2015.
- Shirly Pinto, depuis 2021.

### Échelons locaux
- David Buxton, conseiller municipal (1990-1994).
- Martin Vahemäe-Zierold, conseiller municipal (2011-2016).
- Thierry  Klein, maire de Chambrey (une commune de 400 habitants) de 2016 à 2020[10].
- Amanda Folendorf, maire de Angels Camp depuis 2018.
- Manon Zecca, conseillère communale (depuis 2021).